# Edwin Torres (cyclisme)
Pour le juge portoricain, voir Edwin Torres. Pour les homonymes, voir Torres.
Torres  Castellanos est un nom espagnol. Le premier nom de famille, en général paternel, est Torres ; le second, en général maternel, souvent omis, est Castellanos.
Edwin Yair Torres Castellanos (né le 14 février 1997 à San Cristóbal) est un coureur cycliste vénézuélien.

## Biographie
Chez les juniors, Edwin Torres est notamment double champion du Venezuela du contre-la-montre et triple champion national sur piste. Il court ensuite en 2016 au sein de l'EC Cartucho.es-Magro, dont le siège est basé à Alcalá de Henares. Bon grimpeur, il s'impose à deux reprises et termine notamment quatrième du Tour de Tolède, cinquième du Tour d'Ávila ou encore quatorzième du Grand Prix Abimota. 
Ses bons résultats lui permettent de rejoindre la nouvelle formation continentale Kuwait-Cartucho.es en 2017,. Durant cette saison, il se classe trente-neuvième du Tour La Provence puis du Tour du Maroc, où il réalise trois tops dix. Son équipe est cependant dissoute en fin d'année. Edwin Torres redescend alors chez les amateurs espagnols en 2018 au club Kuota-Construcciones Paulino. Deux ans plus tard, il intègre l'équipe galicienne Vigo-Rías Baixas.
En 2022, il retrouve le niveau continental au sein de la structure Java-Kiwi Atlántico.

## Palmarès sur route

### Par année
- 2014
  -  Champion du Venezuela du contre-la-montre juniors
- 2015
  -  Champion du Venezuela du contre-la-montre juniors
- 2016
  - Gran Premio Colmenar del Arroyo
  - Gran Premio Salchi[5]
  - 3e de la Prueba Loinaz
- 2023
  - 4e étape de la Vuelta a Bramón
  - 3e du championnat du Venezuela du contre-la-montre
- 2024
  - 3e et 8e étapes du Tour du Venezuela
  - 2e du championnat du Venezuela du contre-la-montre
- 2025
  - 2e étape du Tour du Táchira

### Classements mondiaux
| Année            | 2023 |
| ---------------- | ---- |
| UCI America Tour | 354e |

## Palmarès sur piste

### Jeux d'Amérique centrale et des Caraïbes
- San Salvador 2023
  -  Médaillé de bronze de la poursuite par équipes

### Championnats nationaux
- 2015
  -  Champion du Venezuela de poursuite juniors
  -  Champion du Venezuela de poursuite par équipes juniors (avec Franklin Chacón, Leonel Quintero et Leangel Linarez)[7]
  -  Champion du Venezuela de course aux points juniors
- 2022
  - 3e du championnat du Venezuela de poursuite
  - 3e du championnat du Venezuela de vitesse par équipes
- 2025
  -  Champion du Venezuela de poursuite
  -  Champion du Venezuela de poursuite par équipes (avec Franklin Chacón, Antoni Quintero et Enrique Díaz)
  - 3e du championnat du Venezuela de l'omnium
  - 3e du championnat du Venezuela de l'américaine